# کوموریاکان (بتلیس)
کوموریاکان (به ترکی استانبولی: Kömüryakan) (به کردی: Xilolîng) یک منطقهٔ مسکونی در ترکیه است که در بیتلیس واقع شده‌است. کوموریاکان ۳۶۲ نفر جمعیت دارد.